# 624-es busz
A 624-es számú regionális autóbusz Dabason, a Gyón Segesvári út és a kaszinó között közlekedik egy irányban. A járatot a MÁV Személyszállítási Zrt. üzemelteti.

## Megállóhelyei
| 0  | Dabas, Gyón Segesvári út induló végállomás |                                                                                       |
| 2  | Dabas, Gyón Örkényi utca 4.                | 619, 620                                                                              |
| 3  | Dabas, Gyón Vacsi út                       | 619, 620, 621, 627                                                                    |
| 5  | Dabas, Gyón tatárszentgyörgyi elágazás     | 619, 620, 621, 623, 626, 627, 628, 629, 640                                           |
| 6  | Dabas, Gyón Zlinszky iskola                | 619, 620, 621, 623, 627, 629, 640                                                     |
| 7  | Dabas, Gyón régi Piactér                   | 619, 620, 621, 623, 626, 627, 628, 629, 640                                           |
| 9  | Dabas, filmszínház                         | 619, 626, 627, 628, 629, 640                                                          |
| 10 | Dabas, kaszinó érkező végállomás           | 595, 610, 612, 614, 617, 618, 619, 626, 627, 628, 629, 640, 641 1080 (Lakos dr. utca) |